# Dimas Lidio Pitty
Dimas Lidio Pitty (Potrerillos Abajo, 25 de septiembre de 1941 - David, 12 de septiembre de 2015), fue un poeta, periodista, novelista, ensayista y profesor panameño.

## Trayectoria
Fue autor de quince libros (poesía, cuentos, novelas, ensayos) y ganador de premios literarios en Panamá. Realizó estudios universitarios en Chile y Panamá de periodismo. Fue miembro de número de la Academia Panameña de la Lengua y correspondiente de la Real Academia Española. Fue director de Extensión Cultural de la Universidad de Panamá y profesor de la Universidad Autónoma de Chiriquí. Murió en David, el 12 de septiembre de 2015.

## Obras
- Camino de las cosas, poesía (1965)
- El país azul, poesía (1969)
- Memorias del silencio, poesía (1971)
- Estación de navegantes, novela (1975)
- El centro de la noche, cuento (1976)
- Desnudos sonetos, poesía (1979)
- Los caballos estornudan bajo la lluvia, cuento (1979)
- Chiricanas décimas, poesía (1983)
- Multitud rumor, poesía (1986)
- Letra viva, entrevistas (1986)
- Realidades fantasmas existen, América Latina (1991)
- Relicario de cojos y bergantes, poesía (1991)
- Coplas sobre una esperanza, poesía (1992)
- Una vida es una vida, novela (2002)
- El Hogar del ruiseñor

## Premios, reconocimientos y distinciones
- Fue miembro de número de la Academia Panameña de la Lengua desde 1985.
- Ganador en los años 1974, 1978, 1985, 2009 y 2010 del Premio Anual de Literatura "Ricardo Miró".
- Premio anual de prensa por su crónica Agenda Abierta, publicado en el diario El Siglo (¿año?).